# Khor Virap
Khor Virap (en arménien : Խոր Վիրապ) est un monastère arménien situé dans la région d'Ararat, non loin d'Erevan, la capitale. Il est dominé par le mont Ararat.

## Histoire

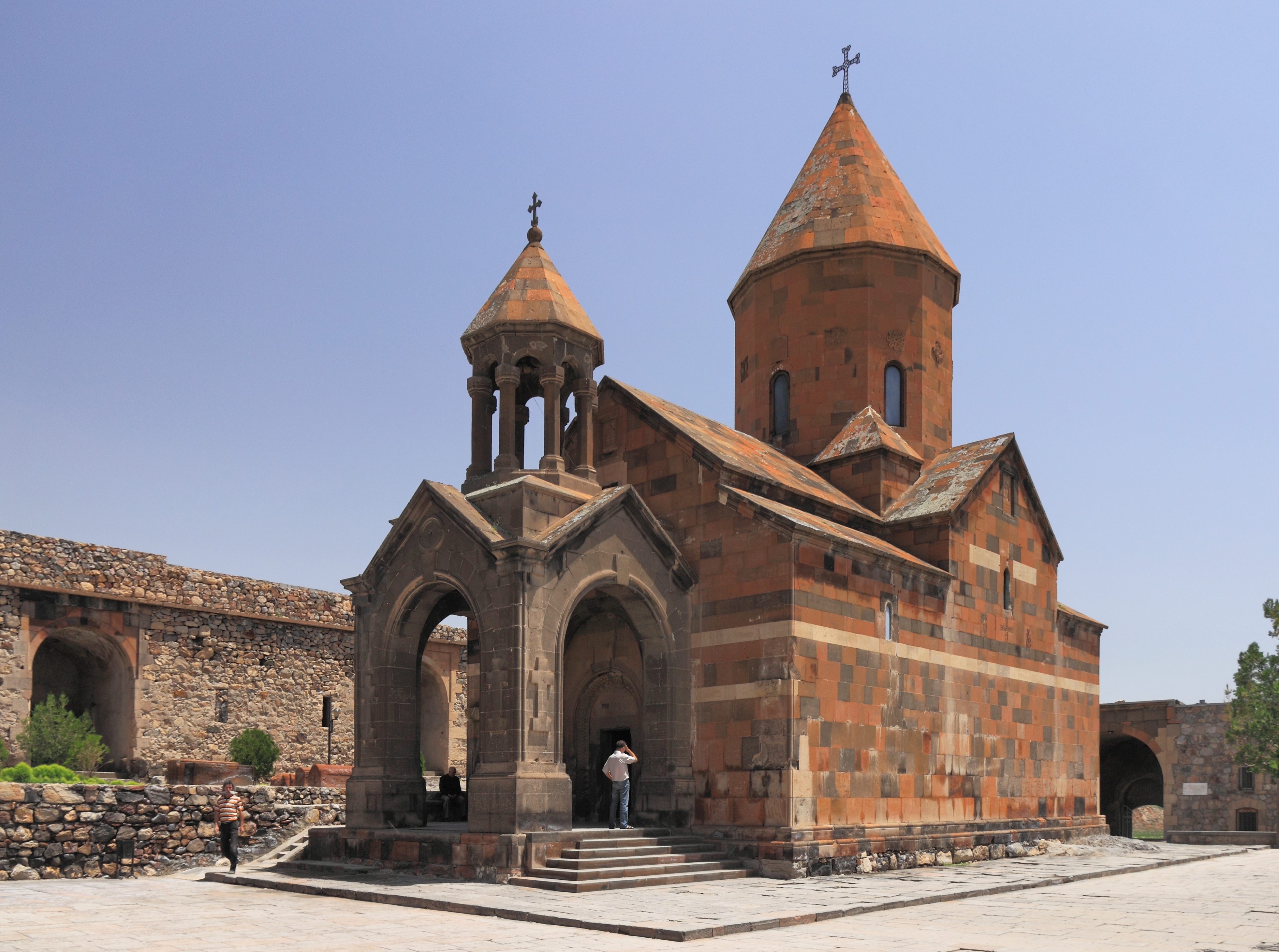
Église Sainte-Mère-de-Dieu de Khor Virap.

Le monastère de Khor Virap est le premier lieu saint de l'Arménie chrétienne, situé à l'emplacement de l'ancienne capitale de l'Arménie antique, Artachat.
Moïse de Khorène raconte dans son Histoire de l'Arménie comment le roi Tiridate IV d'Arménie (ou Trdat) pourchassa et persécuta les chrétiens au IVe siècle. Grégoire (Krikor) Loussavoritch, futur Grégoire l'Illuminateur, fut jeté aux oubliettes (« Virap ») dans une fosse. Il survécut miraculeusement durant treize ans (par ailleurs, ce monastère est surnommé Prison de saint Grégoire ; Khor Virap signifie « puits profond »). Lorsque le roi, après avoir martyrisé Gayané, Hripsimé et leurs compagnes, tomba malade, Grégoire Loussavoritch apparut comme seul capable de le soigner. Il guérit le roi et le convertit au christianisme. L'Arménie devient alors le premier pays chrétien. Le catholicos Nersès III Chinanar dit le constructeur fit édifier, au VIIe siècle, une église au-dessus de la fosse.
Ce qui est certain, c'est que le monastère a été fondé au VIIe siècle. Au XIIIe siècle, il a été reconstruit et est devenu célèbre grâce à son université, fondée en 1225 par le religieux Vardan Areveltsi. Beaucoup de manuscrits de cette époque ont été retrouvés, qui sont actuellement conservés au Matenadaran d'Erevan.
Vers le XVIIe siècle, les bâtiments du monastère se dégradèrent en même temps que l'Arménie déclina économiquement. Il fallut donc envisager une reconstruction du lieu. De 1666 au 6 avril 1696, David Viraptsi s'y affaira. Il reconstruisit l'église Sainte-Mère-de-Dieu (en arménien Atvatsatsin) avec d'autres bâtiments qui furent détruits par le séisme du 4 juin 1679. Ces derniers seront à nouveau reconstruits par David Viraptsi entre les années 1680 et 1695.
Khor Virap, très touristique, est actuellement classé comme monument historique.

## Complexe monastique
Le monastère est composé d'une église principale, Astvatsatsin, mais aussi d'une autre église plus petite, Saint-Georges ou chapelle Saint-Georges, d'un style architectural assez simple. Atvatsatsin possède un gavit (une sorte de narthex). On retrouve à l'intérieur des églises quelques fresques, mais les murs intérieurs sont le plus souvent nus et austères. Plusieurs bâtiments complètent ces deux églises, le tout étant entouré par de puissants remparts.

## Galerie

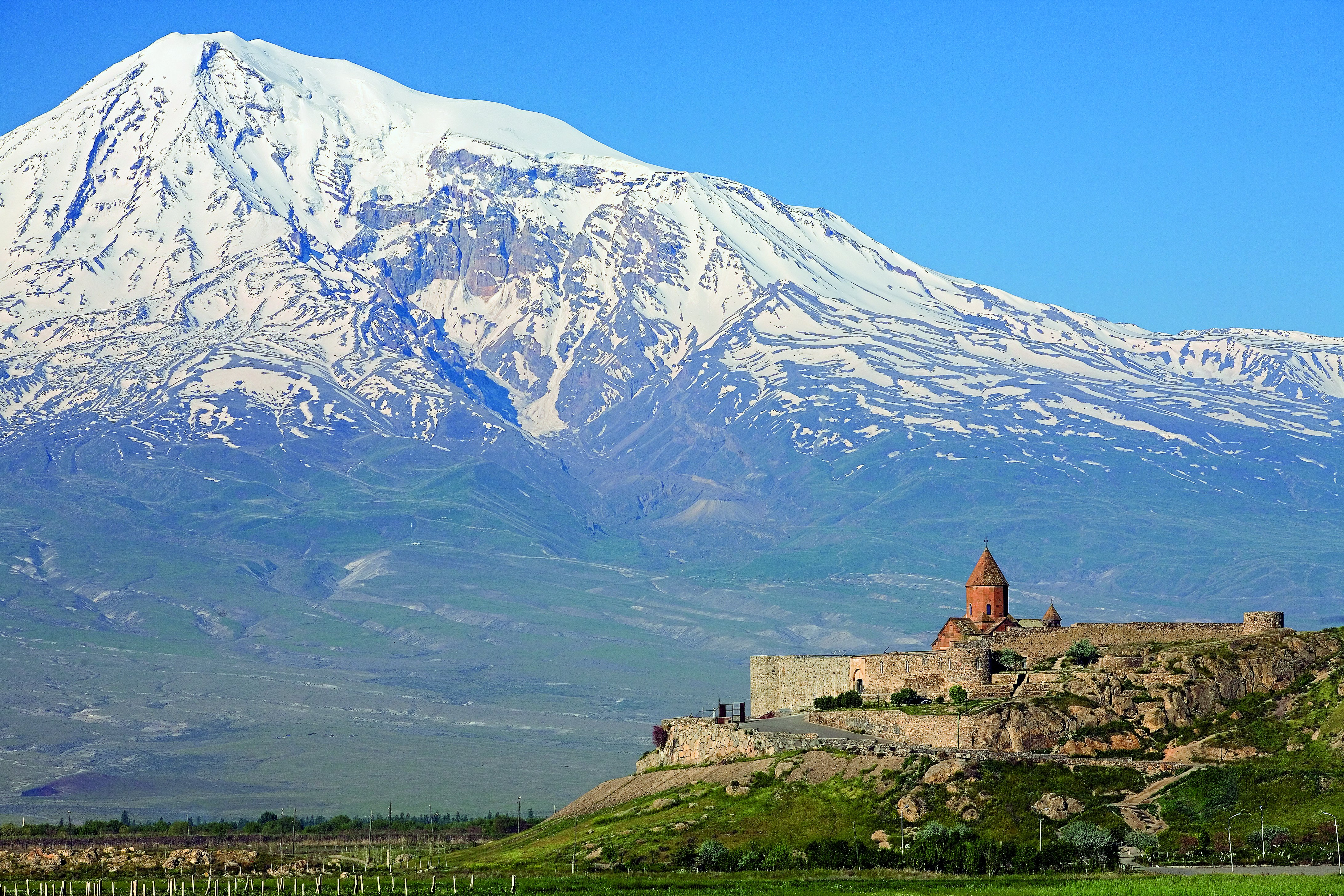
Vue du monastère sur fond d'Ararat
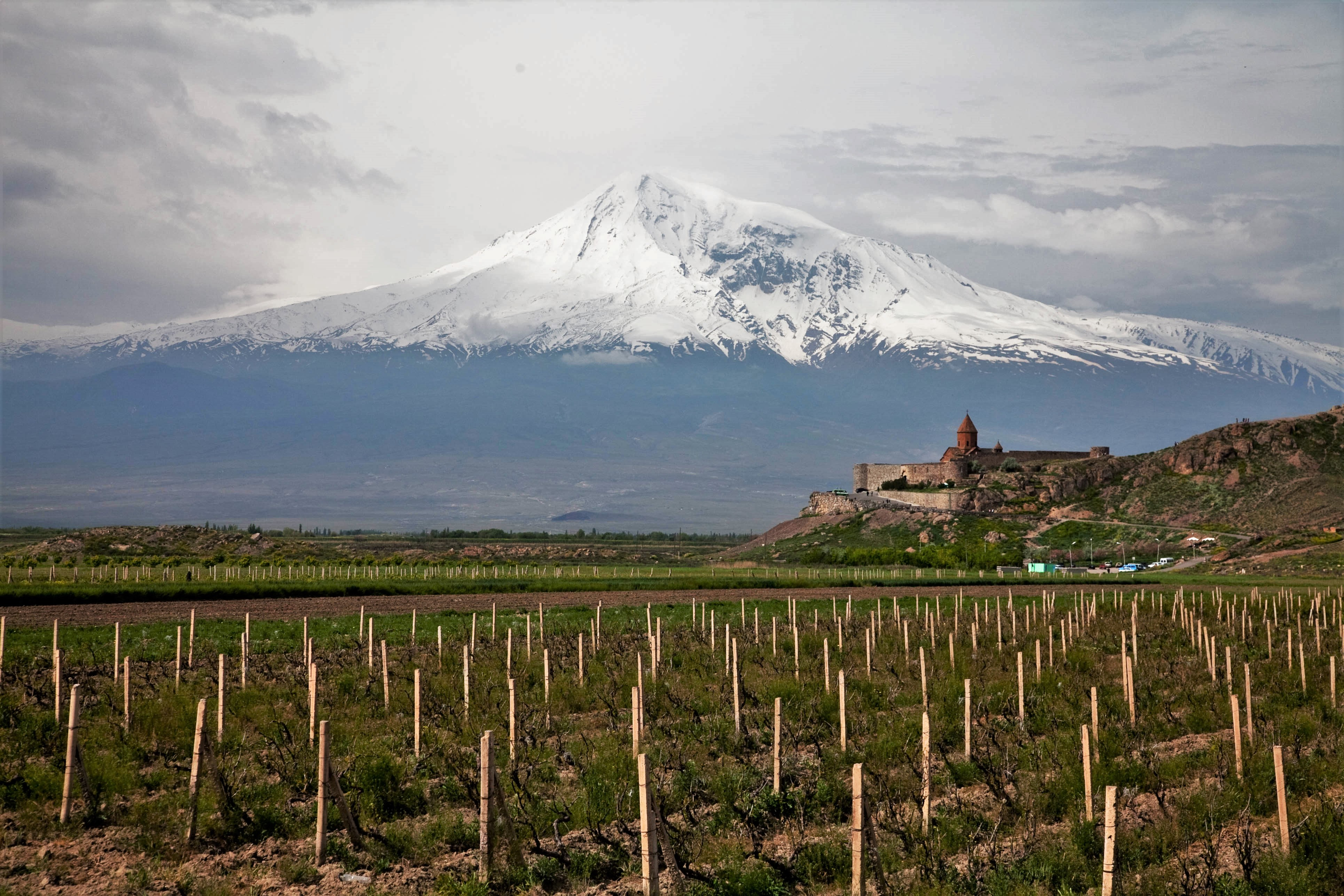
idem
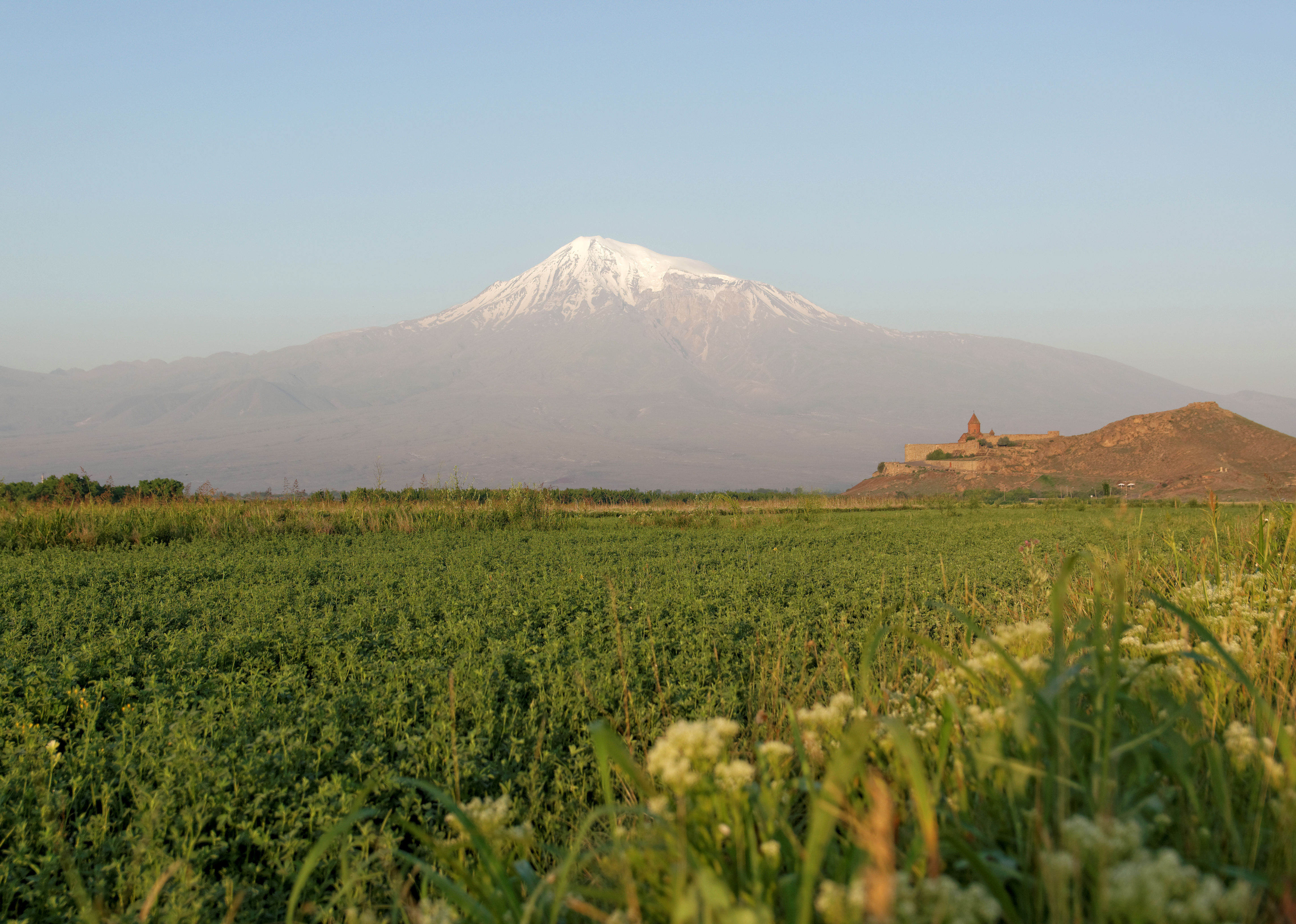
Khor Virap, vue du sud-est.
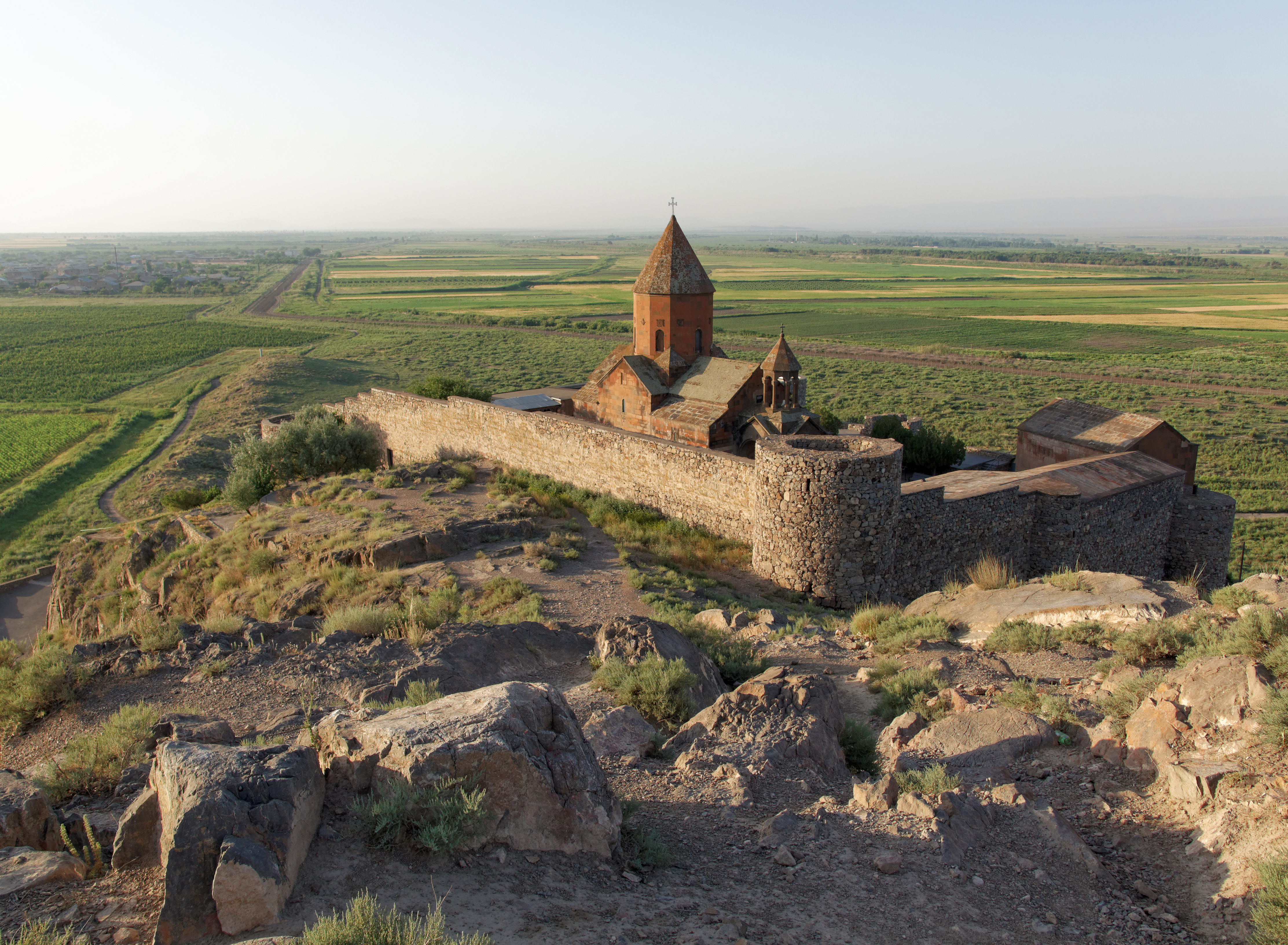
Khor Virap
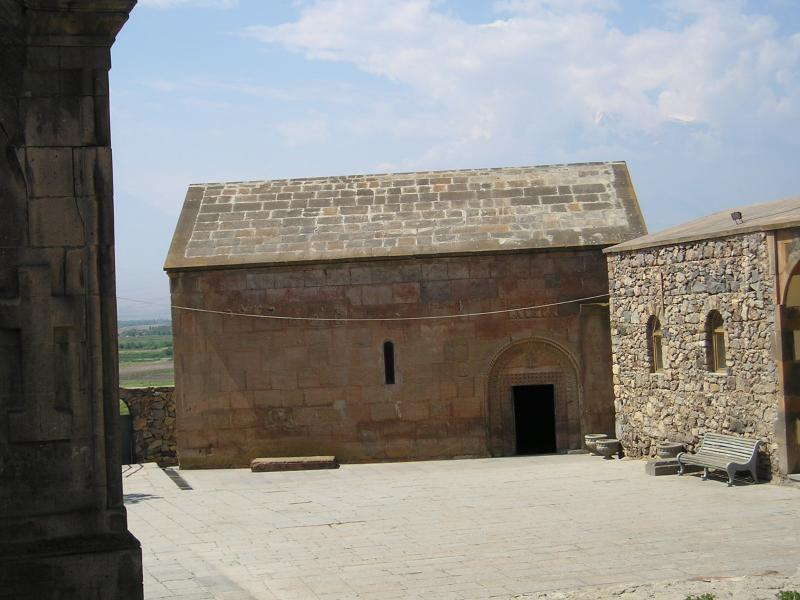
Chapelle Saint-Georges.
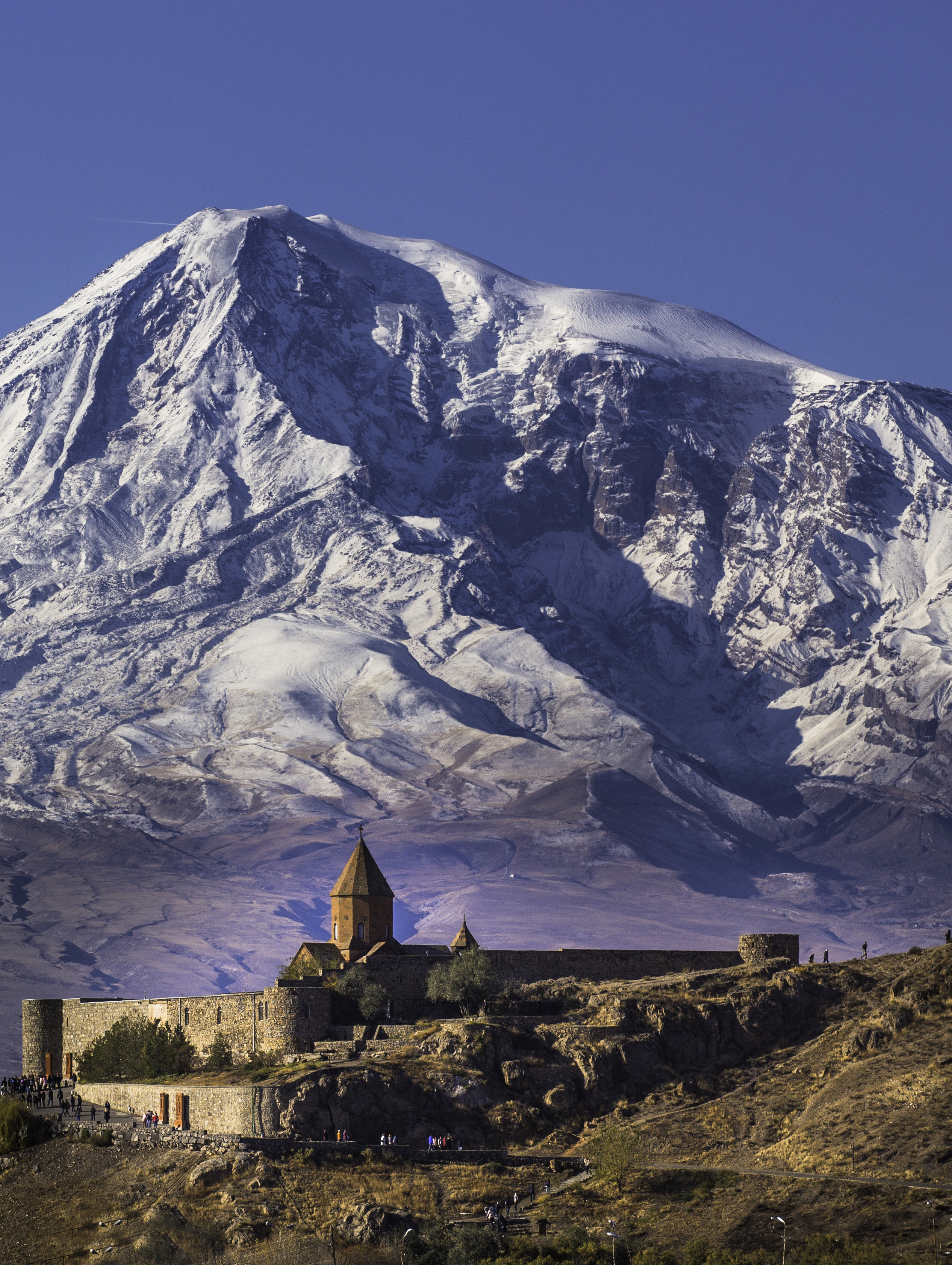
Église de la sainte mère à Khor Virap. Novembre 2019.
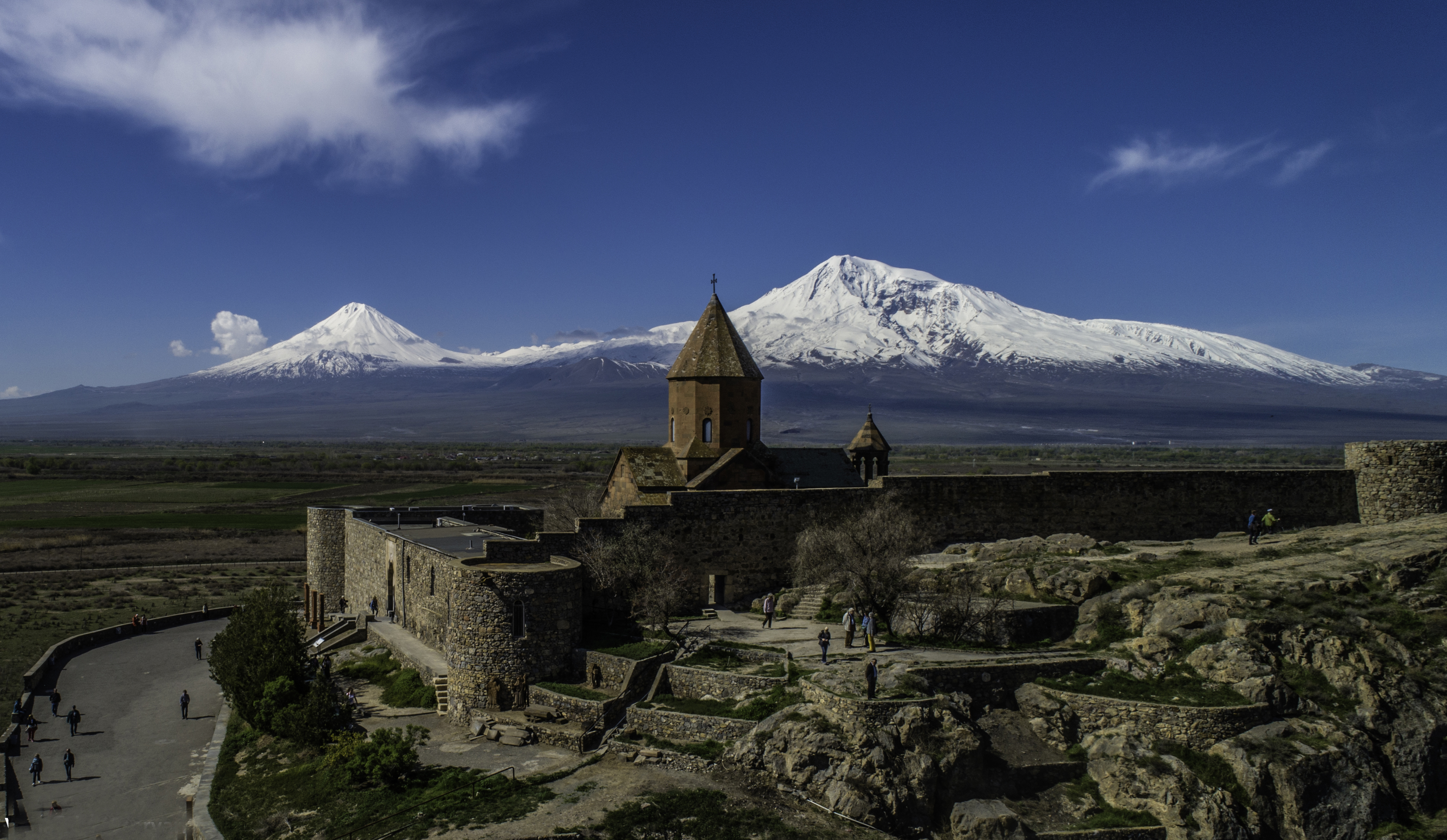
Khor Virap, sur fond de ciel bleu et sommets enneigés. Avril 2019.

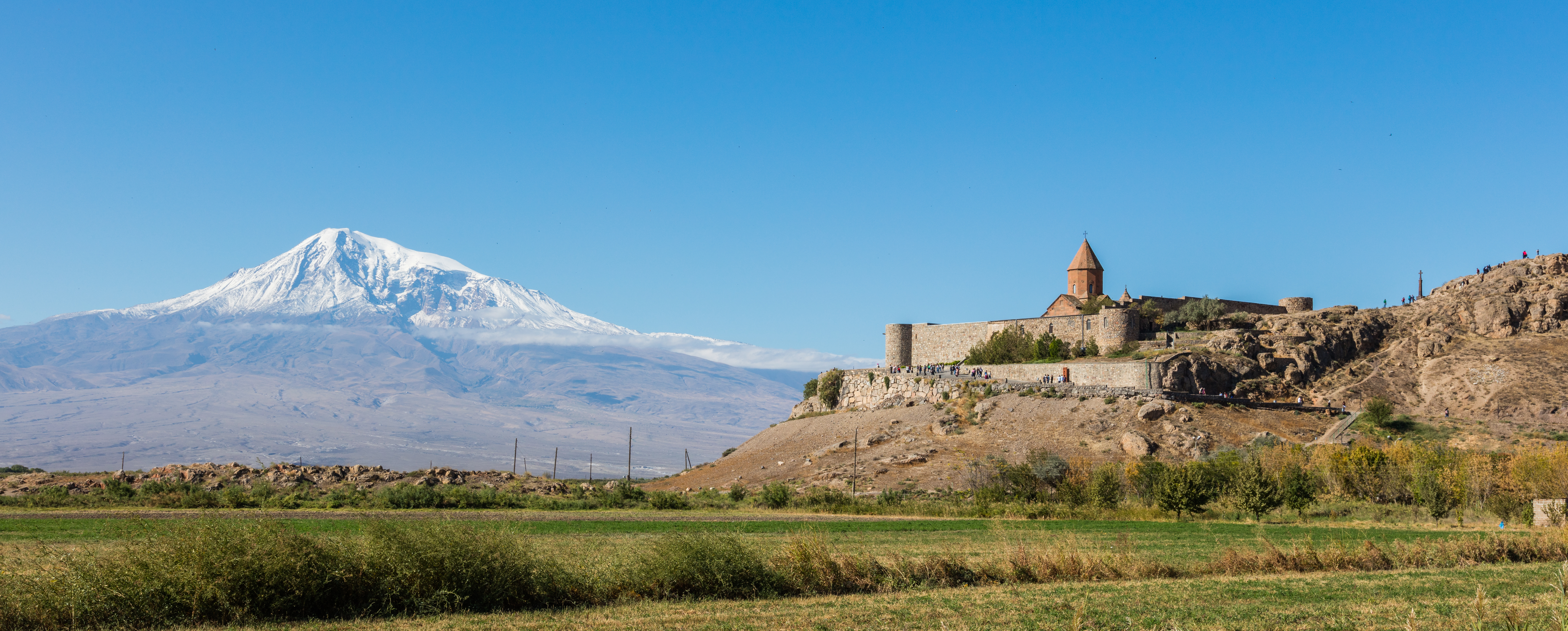
Le monastère de Khor Virap devant le Mont Ararat.

Vue du complexe monastique.